# Mycetophagus ater
Mycetophagus ater är en skalbaggsart som först beskrevs av Edmund Reitter 1879.  Mycetophagus ater ingår i släktet Mycetophagus, och familjen vedsvampbaggar. Arten har ej påträffats i Sverige.